# 小行星9479
小行星9479（英語：9479 Madresplazamayo）是一颗围绕太阳公转的小行星。1960年9月26日，C. J. 万·豪敦、I. 万·豪敦-格勒内费尔德、T. 赫雷爾斯在帕洛马山发现了此天体。
这颗小行星的绝对星等为283.5833287242385等。